# The Very Best of Ram Jam
The Very Best of Ram Jam es un álbum de compilación de la banda de hard rock, Ram Jam lanzado en 1990. Este álbum contiene todas las canciones de los álbumes de estudio de la banda: Ram Jam y Portrait of the Artist as a Young Ram.

## Lista de canciones
| N.º | Título                               | Escritor(es)                     | Duración |  |
| 1.  | «Black Betty»                        | Leadbelly                        | 3:58     |  |
| 2.  | «Let It All Out»                     | William Bartlett                 | 4:00     |  |
| 3.  | «Keep Your Hands on the Wheel»       | Thomas Graves, Mike Millius      | 3:55     |  |
| 4.  | «Right on the Money»                 | Bartlett                         | 3:11     |  |
| 5.  | «All for the Love of Rock and Roll»  | Bob Butani, Jeffrey Marvin Salen | 3:01     |  |
| 6.  | «404»                                | Gerard Kenny                     | 3:44     |  |
| 7.  | «High Steppin'»                      | Bartlett                         | 3:41     |  |
| 8.  | «Overloaded»                         | William Haberman, Joanie LaPallo | 2:55     |  |
| 9.  | «Hey Boogie Man»                     | Bartlett                         | 3:09     |  |
| 10. | «Too Bad on Your Birthday»           | Charlie Karp, Arthur Resnick     | 3:11     |  |
| 11. | «The Kid Next Door»                  | Thunder Love, Justin Strange     | 3:23     |  |
| 12. | «Turnpike»                           | Stephen Goldman, James Santoro   | 5:42     |  |
| 13. | «Wanna Find Love»                    | Goldman, Santoro                 | 3:44     |  |
| 14. | «Just Like Me»                       | Goldman, Santoro                 | 4:14     |  |
| 15. | «Hurricane Ride»                     | Goldman, Santoro                 | 4:04     |  |
| 16. | «Saturday Night»                     | Goldman, Santoro                 | 3:33     |  |
| 17. | «Runway Runaway»                     | Goldman, Love, Santoro, Strange  | 4:47     |  |
| 18. | «Please, Please, Please (Please Me)» | Goldman                          | 2:55     |  |
| 19. | «Gone Wild»                          | Love, Strange                    | 3:17     |  |
| 20. | «Pretty Poison»                      | Love, Strange                    | 4:27     |  |